# Вольфганг Петерсен
Вольфганг Петерсен (нім. Wolfgang Petersen; 14 липня 1941 — 12 серпня 2022) — німецький режисер, сценарист і продюсер.

## Біографія
Вольфганг Петерсен народився 14 березня 1941 року в Емдені в сім'ї купця. Його дитинство проходить в Гамбурзі, де він відвідує школу і закінчує гімназію. Вже в цей час знімає перші фільми на 8 мм камеру. У 1960—1964 роках — асистент режисера в «Молодому театрі» в Гамбурзі, там же як режисер ставить свій перший спектакль; відвідує акторську школу. У 1965—1966 роках вивчає театрознавство в Західному Берліні і Гамбурзі. У 1966—1969 роках навчається в Академії кіно і телебачення в Західному Берліні. Його годинний дипломний фільм Я тебе вб'ю, Вольф (Ich werde dich tten, Wolf) купує телебачення. Петерсен регулярно знімає телевізійні фільми (зокрема для популярної серії Місце злочину, які мають успіх у глядачів і критиків.
У 1974 році він отримує премію за фільм Один з нас двох (Einer von uns beiden, 1973). У 1977 році фільм Наслідок (Die Konsequenz, 1977) з Юргеном Прохновим про гомосексуальні стосунки вносить розлад у систему Першого німецького телебачення (Баварське телебачення відмовляється показувати його на своїй території), але при цьому отримує великий глядацький резонанс. За кордоном Наслідок, а також його телефільми Атестат зрілості (Reifezeugnis, 1977), в якому молода Настасья Кінскі виконує першу головну роль, і Чорне і біле, як дні та ночі (Schwarz und weiss wie Tage und Nchte, 1978), психотриллер про фанатичного шахіста (Бруно Ганц), з успіхом демонструвався в кінотеатрах.
У 1980 році з причини його відмінної режисерської репутації студія «Баварія» (після розбіжностей з різними американськими режисерами) доручає Петерсену орієнтовану на міжнародний ринок великомасштабну постановку фільму Підводний човен (Das Boot, 1981) за романом Лотара-Гюнтера Буххайма. Жорсткий і реалістичний фільм (у кіно- і телеваріанті) викликає дискусію щодо зображення війни підводних човнів, а його успіх у глядача в Західній Німеччині й за кордоном вінчають 6 номінацій на Оскар (режисура, сценарій, камера, монтаж, звук, монтаж звуку).
Після цього Петерсен відповідає за режисуру фільму Нескінченна історія (The NeverEnding Story, 1983) за бестселером Міхаеля Енде з бюджетом понад 50 мільйонів німецьких марок. Як і у випадку з фільмом Підводний човен, автор літературного першоджерела дистанціюється від екранізації, що скоріше ще більше підвищує глядацький інтерес.
З 1984 року Вольфганг Петерсен працював в Голлівуді.
Вольфганг Петерсен помер 12 серпня 2022 року в себе вдома у Лос-Анджелесі, Каліфорнія, від раку підшлункової залози в 81-річному віці.

## Вибрана фільмографія
| Рік  | Фільм                 | Оригінальна назва     | Режисер | Продюсер | Сценарист |
| ---- | --------------------- | --------------------- | ------- | -------- | --------- |
| 1974 | Один з нас двох       | Einer von uns beiden  |         |          |           |
| 1977 | Наслідок              | Die Konsequenz        |         |          |           |
| 1981 | Підводний човен       | Das Boot              |         |          |           |
| 1984 | Нескінченна історія   | The NeverEnding Story |         |          |           |
| 1985 | Ворог мій             | Enemy Mine            |         |          |           |
| 1991 | Вщент                 | Shattered             |         |          |           |
| 1993 | На лінії вогню        | In the Line of Fire   |         |          |           |
| 1995 | Епідемія              | Outbreak              |         |          |           |
| 1997 | Червоний куточок      | Red Corner            |         |          |           |
| 1997 | Літак президента      | Air Force One         |         |          |           |
| 2000 | Ідеальний шторм       | The Perfect Storm     |         |          |           |
| 2004 | Троя                  | Troy                  |         |          |           |
| 2006 | Посейдон              | Poseidon              |         |          |           |
| 2012 | Війна старого         | Old Man's War         |         |          |           |
| 2016 | Четверо супроти банка | Vier gegen die Bank   |         |          |           |